# Liste des joueurs de l'AS Ostende
Cette liste reprend les 122 joueurs de football qui ont évolué à l'AS Ostende depuis la fondation du club.
- Haut – A
- B
- C
- D
- E
- F
- G
- H
- I
- J
- K
- L
- M
- N
- O
- P
- Q
- R
- S
- T
- U
- V
- W
- X
- Y
- Z

## A
| Joueur            | Nationalité | Position  | Date de naissance | Période(s) | Matches (dont D1) | Buts | Jaunes | Rouges |
| ----------------- | ----------- | --------- | ----------------- | ---------- | ----------------- | ---- | ------ | ------ |
| Hans Aabech       | Danemark    | Attaquant | 1/01/1948         | 1977-1979  | 0 (0)             | 22   | 0      | 0      |
| Veljko Aleksić    | Yougoslavie | ?         | ?                 | 1970-1971  | 0 (0)             | 0    | 0      | 0      |
| Johan Allemeersch | Belgique    | ?         | 31/08/1944        | 1970-1971  | 0 (0)             | 0    | 0      | 0      |
| Rudy Amond        | Belgique    | ?         | 6/09/1958         | 1976-1977  | 0 (0)             | 0    | 0      | 0      |
| Kurt Axelsson     | Suède       | Défenseur | 10/11/1941        | 1973-1976  | 35 (35)           | 0    | 0      | 0      |

## B
| Joueur            | Nationalité | Position | Date de naissance | Période(s) | Matches (dont D1) | Buts | Jaunes | Rouges |
| ----------------- | ----------- | -------- | ----------------- | ---------- | ----------------- | ---- | ------ | ------ |
| Roger Balbaert    | Belgique    | ?        | 16/01/1949        | 1974-1976  | 1 (1)             | 0    | 0      | 0      |
| Patrick Ballegeer | Belgique    | ?        | 25/08/1960        | 1979-1980  | 0 (0)             | 0    | 0      | 0      |
| Philippe Beauduin | Belgique    | ?        | ?                 | 1973-1974  | 0 (0)             | 0    | 0      | 0      |
| Herman Bellaert   | Belgique    | ?        | 7/09/1957         | 1976-1981  | 76 (18)           | 4    | 0      | 0      |
| Carl Boenders     | Belgique    | ?        | 20/06/1962        | 1980-1981  | 0 (0)             | 0    | 0      | 0      |
| Roland Boey       | Belgique    | ?        | 27/01/1947        | 1967-1980  | 0 (0)             | 0    | 0      | 0      |
| Daniel Brackx     | Belgique    | ?        | 19/04/1960        | 1976-1981  | 0 (0)             | 0    | 0      | 0      |
| William Brackx    | Belgique    | ?        | 1/02/1952         | 1970-1976  | 4 (4)             | 0    | 0      | 0      |
| Louis Busschops   | Belgique    | ?        | 25/05/1929        | 1955-1958  | 0 (0)             | 0    | 0      | 0      |
| Walter Butseraen  | Belgique    | ?        | 21/06/1949        | 1973-1981  | 37 (37)           | 2    | 0      | 0      |

## C
| Joueur           | Nationalité | Position  | Date de naissance | Période(s) | Matches (dont D1) | Buts | Jaunes | Rouges |
| ---------------- | ----------- | --------- | ----------------- | ---------- | ----------------- | ---- | ------ | ------ |
| Pierre Carteus   | Belgique    | Attaquant | 24/09/1943        | 1974-1977  | 20 (20)           | 5    | 0      | 0      |
| Andre Casteleyn  | Belgique    | ?         | ?                 | 1970-1971  | 0 (0)             | 0    | 0      | 0      |
| Geert Catrysse   | Belgique    | ?         | 2/12/1959         | 1978-1981  | 0 (0)             | 0    | 0      | 0      |
| Marc Catrysse    | Belgique    | ?         | 22/03/1955        | 1975-1979  | 3 (3)             | 0    | 0      | 0      |
| Albert Clément   | Belgique    | ?         | ?                 | 1967-1969  | 0 (0)             | 0    | 0      | 0      |
| Roger Coenye     | Belgique    | ?         | 22/02/1945        | 1967-1976  | 38 (38)           | 1    | 0      | 0      |
| Freddy Coffyn    | Belgique    | ?         | 7/01/1951         | 1973-1975  | 14 (14)           | 0    | 0      | 0      |
| Peter Creve      | Belgique    | Défenseur | 17/08/1961        | 1978-1980  | 0 (0)             | 0    | 0      | 0      |
| François Cuypers | Belgique    | ?         | ?                 | 1967-1969  | 0 (0)             | 0    | 0      | 0      |
| Frans Cuyvers    | Belgique    | ?         | ?                 | 1969-1970  | 0 (0)             | 0    | 0      | 0      |

## D
| Joueur             | Nationalité | Position | Date de naissance | Période(s) | Matches (dont D1) | Buts | Jaunes | Rouges |
| ------------------ | ----------- | -------- | ----------------- | ---------- | ----------------- | ---- | ------ | ------ |
| Dirk Damman        | Belgique    | ?        | ?                 | 1975-1976  | 1 (1)             | 0    | 0      | 0      |
| Jan David          | Belgique    | ?        | 16/11/1958        | 1976-1981  | 58 (4)            | 3    | 0      | 0      |
| Robert De Grande   | Belgique    | ?        | 23/04/1950        | 1975-1976  | 0 (0)             | 0    | 0      | 0      |
| Ivan De Jonghe     | Belgique    | ?        | 13/08/1957        | 1974-1978  | 0 (0)             | 0    | 0      | 0      |
| Roger De Jonghe    | Belgique    | ?        | ?                 | 1967-1970  | 9 (9)             | 0    | 0      | 0      |
| Raymond De Leeuw   | Belgique    | ?        | 5/12/1949         | 1973-1975  | 1 (1)             | 0    | 0      | 0      |
| Willy De Mey       | Belgique    | ?        | 17/11/1950        | 1973-1981  | 29 (29)           | 1    | 0      | 0      |
| Carlos De Steur    | Belgique    | ?        | 7/11/1942         | 1972-1975  | 36 (36)           | 2    | 0      | 0      |
| Arsène De Visch    | Belgique    | ?        | ?                 | 1970-1971  | 0 (0)             | 0    | 0      | 0      |
| Xavier Decuman     | Belgique    | ?        | ?                 | 1952-1956  | 0 (0)             | 0    | 0      | 0      |
| Danny Delaey       | Belgique    | ?        | ?                 | 1974-1975  | 0 (0)             | 0    | 0      | 0      |
| Raphaël Delrue     | Belgique    | ?        | ?                 | 1967-1971  | 26 (26)           | 0    | 0      | 0      |
| Marcel Desaever    | Belgique    | ?        | 14/05/1913        | 1937-1939  | 0 (0)             | 0    | 0      | 0      |
| Frederik Deschacht | Belgique    | ?        | ?                 | 1950-1956  | 0 (0)             | 0    | 0      | 0      |
| Joseph Deschacht   | Belgique    | ?        | ?                 | 1952-1953  | 0 (0)             | 0    | 0      | 0      |
| Aimé Desmet        | Belgique    | ?        | ?                 | 1967-1970  | 2 (2)             | 0    | 0      | 0      |
| Christian Desmet   | Belgique    | ?        | 17/05/1941        | 1969-1970  | 0 (0)             | 0    | 0      | 0      |
| Willy Desmit       | Belgique    | ?        | 9/02/1946         | 1967-1977  | 28 (28)           | 0    | 0      | 0      |
| Marc Deweert       | Belgique    | ?        | ?                 | 1970-1971  | 0 (0)             | 0    | 0      | 0      |
| André Dhondt       | Belgique    | ?        | 2/10/1909         | 1929-1935  | 0 (0)             | 0    | 0      | 0      |
| Jacques D'Hondt    | Belgique    | ?        | ?                 | 1968-1969  | 0 (0)             | 0    | 0      | 0      |
| Marc D'Hondt       | Belgique    | ?        | 13/03/1951        | 1967-1971  | 0 (0)             | 0    | 0      | 0      |
| André Dinneweth    | Belgique    | ?        | ?                 | 1970-1971  | 0 (0)             | 0    | 0      | 0      |
| Luc Dudal          | Belgique    | ?        | 29/07/1958        | 1976-1977  | 0 (0)             | 0    | 0      | 0      |
| John Dujardin      | Belgique    | ?        | 30/11/1946        | 1975-1977  | 0 (0)             | 0    | 0      | 0      |
| Philippe Durand    | Belgique    | ?        | ?                 | 1967-1974  | 0 (0)             | 0    | 0      | 0      |

## E
| Joueur           | Nationalité | Position          | Date de naissance | Période(s) | Matches (dont D1) | Buts | Jaunes | Rouges |
| ---------------- | ----------- | ----------------- | ----------------- | ---------- | ----------------- | ---- | ------ | ------ |
| Gustave Eeckeman | Belgique    | Milieu de terrain | 28/11/1918        | 1949-1952  | 0 (0)             | 0    | 0      | 0      |
| Kenneth Ellis    | Belgique    | ?                 | 29/05/1948        | 1973-1980  | 38 (38)           | 2    | 0      | 0      |

## F
| Joueur     | Nationalité | Position | Date de naissance | Période(s) | Matches (dont D1) | Buts | Jaunes | Rouges |
| ---------- | ----------- | -------- | ----------------- | ---------- | ----------------- | ---- | ------ | ------ |
| Peter Fort | Belgique    | ?        | 8/12/1963         | 1980-1981  | 0 (0)             | 0    | 0      | 0      |

## G
| Joueur          | Nationalité | Position       | Date de naissance | Période(s) | Matches (dont D1) | Buts | Jaunes | Rouges |
| --------------- | ----------- | -------------- | ----------------- | ---------- | ----------------- | ---- | ------ | ------ |
| Léopold Gernaey | Belgique    | Gardien de but | 25/02/1927        | 1949-1958  | 0 (0)             | 0    | 0      | 0      |
| René Geuns      | Belgique    | ?              | 2/11/1921         | 1951-1956  | 0 (0)             | 0    | 0      | 0      |
| Peter Giesen    | Belgique    | ?              | ?                 | 1969-1971  | 21 (21)           | 0    | 0      | 0      |
| Francis Grenier | Belgique    | ?              | 25/02/1937        | 1960-1963  | 0 (0)             | 0    | 0      | 0      |

## H
| Joueur           | Nationalité | Position  | Date de naissance | Période(s) | Matches (dont D1) | Buts | Jaunes | Rouges |
| ---------------- | ----------- | --------- | ----------------- | ---------- | ----------------- | ---- | ------ | ------ |
| Hedwig Hagers    | Belgique    | ?         | 24/07/1958        | 1975-1981  | 18 (18)           | 0    | 0      | 0      |
| Pierre Havermaet | Belgique    | Attaquant | ?                 | 1965-1971  | 0 (0)             | 0    | 0      | 0      |
| Hendrik Heijt    | Belgique    | ?         | 18/11/1952        | 1973-1976  | 31 (31)           | 2    | 0      | 0      |
| Max Höllriegel   | Allemagne   | Attaquant | 28/08/1938        | 1967-1969  | 9 (0)             | 0    | 0      | 0      |

## K
| Joueur        | Nationalité          | Position          | Date de naissance | Période(s) | Matches (dont D1) | Buts | Jaunes | Rouges |
| ------------- | -------------------- | ----------------- | ----------------- | ---------- | ----------------- | ---- | ------ | ------ |
| Ronald Kimpe  | Belgique             | ?                 | ?                 | 1969-1970  | 3 (3)             | 0    | 0      | 0      |
| Ronny Kooy    | Belgique             | ?                 | 1/08/1958         | 1976-1977  | 0 (0)             | 0    | 0      | 0      |
| Hans Krostina | Allemagne de l'Ouest | Milieu de terrain | 14/08/1948        | 1975-1976  | 13 (13)           | 1    | 0      | 0      |
| Henri Kuyken  | Pays-Bas             | ?                 | ?                 | 1967-1971  | 5 (5)             | 10   | 0      | 0      |

## L
| Joueur              | Nationalité | Position          | Date de naissance | Période(s) | Matches (dont D1) | Buts | Jaunes | Rouges |
| ------------------- | ----------- | ----------------- | ----------------- | ---------- | ----------------- | ---- | ------ | ------ |
| Robert Lamoot       | Belgique    | Attaquant         | 18/03/1911        | 1929-1933  | 0 (0)             | 0    | 0      | 0      |
| Jean-Pierre Leblanc | Belgique    | ?                 | ?                 | 1967-1971  | 4 (4)             | 0    | 0      | 0      |
| Eddy Lievens        | Belgique    | Milieu de terrain | 3/05/1945         | 1975-1977  | 0 (0)             | 0    | 0      | 0      |
| Rudi Lippens        | Belgique    | ?                 | 26/12/1943        | 1968-1971  | 0 (0)             | 0    | 0      | 0      |

## M
| Joueur            | Nationalité          | Position          | Date de naissance | Période(s) | Matches (dont D1) | Buts | Jaunes | Rouges |
| ----------------- | -------------------- | ----------------- | ----------------- | ---------- | ----------------- | ---- | ------ | ------ |
| Dirk Maene        | Belgique             | ?                 | 16/10/1959        | 1977-1981  | 0 (0)             | 0    | 0      | 0      |
| William Maes      | Belgique             | ?                 | 14/10/1943        | 1969-1970  | 0 (0)             | 0    | 0      | 0      |
| Freddy Makelberge | Belgique             | ?                 | 23/02/1950        | 1970-1974  | 0 (0)             | 0    | 0      | 0      |
| Arthur Marien     | Belgique             | ?                 | ?                 | 1967-1968  | 0 (0)             | 0    | 0      | 0      |
| Kurt Massenhove   | Belgique             | ?                 | 18/02/1960        | 1976-1979  | 0 (0)             | 0    | 0      | 0      |
| Manfred Meier     | Allemagne de l'Ouest | Milieu de terrain | 7/09/1951         | 1973-1974  | 0 (0)             | 0    | 0      | 0      |
| José Mortier      | Belgique             | Attaquant         | 26/12/1950        | 1973-1978  | 37 (37)           | 16   | 0      | 0      |
| Nico Muyllaert    | Belgique             | ?                 | 13/09/1960        | 1978-1981  | 0 (0)             | 0    | 0      | 0      |
| Roland Muylle     | Belgique             | ?                 | ?                 | 1967-1968  | 0 (0)             | 0    | 0      | 0      |

## O
| Joueur       | Nationalité | Position | Date de naissance | Période(s) | Matches (dont D1) | Buts | Jaunes | Rouges |
| ------------ | ----------- | -------- | ----------------- | ---------- | ----------------- | ---- | ------ | ------ |
| Dirk Ohnemus | Belgique    | ?        | 17/07/1955        | 1976-1977  | 0 (0)             | 0    | 0      | 0      |
| Zvonko Orsag | Yougoslavie | ?        | ?                 | 1967-1968  | 0 (0)             | 0    | 0      | 0      |

## P
| Joueur                | Nationalité | Position          | Date de naissance | Période(s) | Matches (dont D1) | Buts | Jaunes | Rouges |
| --------------------- | ----------- | ----------------- | ----------------- | ---------- | ----------------- | ---- | ------ | ------ |
| Didier Pattyn         | Belgique    | Défenseur         | 29/04/1957        | 1977-1978  | 0 (0)             | 0    | 0      | 0      |
| Geert Peel            | Belgique    | ?                 | 12/05/1955        | 1974-1979  | 11 (11)           | 0    | 0      | 0      |
| Dirk Peenen           | Belgique    | ?                 | 21/08/1957        | 1974-1975  | 0 (0)             | 0    | 0      | 0      |
| Policarpo Pereira     | Brésil      | ?                 | 28/09/1957        | 1978-1981  | 0 (0)             | 0    | 0      | 0      |
| Antonio Pereira Costa | Brésil      | ?                 | 26/08/1955        | 1978-1979  | 0 (0)             | 0    | 0      | 0      |
| Alfons Pettens        | Belgique    | Milieu de terrain | 12/03/1922        | 1945-1949  | 0 (0)             | 0    | 0      | 0      |
| Roger Proot           | Belgique    | Gardien de but    | 21/11/1905        | 1937-1939  | 0 (0)             | 0    | 0      | 0      |
| Wilfried Puis         | Belgique    | Attaquant         | 18/02/1943        | 1976-1979  | 0 (0)             | 0    | 0      | 0      |
| Walter Pylyser        | Belgique    | ?                 | 13/10/1959        | 1980-1981  | 0 (0)             | 0    | 0      | 0      |
| Albert Pysson         | Belgique    | ?                 | ?                 | 1968-1969  | 0 (0)             | 0    | 0      | 0      |

## Q
| Joueur       | Nationalité | Position  | Date de naissance | Période(s) | Matches (dont D1) | Buts | Jaunes | Rouges |
| ------------ | ----------- | --------- | ----------------- | ---------- | ----------------- | ---- | ------ | ------ |
| Freddy Qvick | Belgique    | Attaquant | 6/11/1940         | 1956-1970  | 0 (0)             | 0    | 0      | 0      |

## R
| Joueur      | Nationalité | Position | Date de naissance | Période(s) | Matches (dont D1) | Buts | Jaunes | Rouges |
| ----------- | ----------- | -------- | ----------------- | ---------- | ----------------- | ---- | ------ | ------ |
| Dirk Ranson | Belgique    | ?        | 6/04/1955         | 1977-1978  | 0 (0)             | 0    | 0      | 0      |

## S
| Joueur            | Nationalité | Position  | Date de naissance | Période(s) | Matches (dont D1) | Buts | Jaunes | Rouges |
| ----------------- | ----------- | --------- | ----------------- | ---------- | ----------------- | ---- | ------ | ------ |
| André Sabbe       | Belgique    | ?         | 26/06/1926        | 1952-1957  | 0 (0)             | 0    | 0      | 0      |
| Philippe Schepens | Belgique    | Défenseur | 10/11/1954        | 1972-1977  | 0 (0)             | 0    | 0      | 0      |
| Frans Sechaecht   | Belgique    | ?         | ?                 | 1954-1955  | 0 (0)             | 0    | 0      | 0      |
| Jan Simoen        | Belgique    | Attaquant | 9/12/1953         | 1970-1977  | 36 (36)           | 61   | 0      | 0      |
| Jacques Starkey   | Belgique    | ?         | 3/10/1951         | 1970-1975  | 4 (4)             | 1    | 0      | 0      |
| John Starkey      | Belgique    | ?         | ?                 | 1954-1958  | 0 (0)             | 0    | 0      | 0      |
| Frans Strubbe     | Belgique    | ?         | ?                 | 1967-1971  | 0 (0)             | 0    | 0      | 0      |

## T
| Joueur            | Nationalité | Position  | Date de naissance | Période(s) | Matches (dont D1) | Buts | Jaunes | Rouges |
| ----------------- | ----------- | --------- | ----------------- | ---------- | ----------------- | ---- | ------ | ------ |
| Geert Tavernier   | Belgique    | ?         | 8/12/1959         | 1977-1981  | 0 (0)             | 0    | 0      | 0      |
| Bernard Timmerman | Belgique    | Attaquant | 19/09/1938        | 1956-1968  | 0 (0)             | 0    | 0      | 0      |

## U
| Joueur     | Nationalité | Position | Date de naissance | Période(s) | Matches (dont D1) | Buts | Jaunes | Rouges |
| ---------- | ----------- | -------- | ----------------- | ---------- | ----------------- | ---- | ------ | ------ |
| Dirk Ureel | Belgique    | ?        | 31/12/1953        | 1974-1979  | 6 (6)             | 0    | 0      | 0      |

## V
| Joueur                 | Nationalité | Position          | Date de naissance | Période(s) | Matches (dont D1) | Buts | Jaunes | Rouges |
| ---------------------- | ----------- | ----------------- | ----------------- | ---------- | ----------------- | ---- | ------ | ------ |
| Marc Van Geersom       | Belgique    | Gardien de but    | 10/11/1949        | 1973-1975  | 8 (8)             | 0    | 0      | 0      |
| Daniel Van Loo         | Belgique    | ?                 | ?                 | 1970-1971  | 0 (0)             | 0    | 0      | 0      |
| Henri Van Look         | Belgique    | ?                 | 22/02/1957        | 1977-1978  | 0 (0)             | 0    | 0      | 0      |
| Dirk Vandekerkhove     | Belgique    | ?                 | 10/10/1957        | 1974-1975  | 0 (0)             | 0    | 0      | 0      |
| Alex Vandepoele        | Belgique    | ?                 | 22/02/1959        | 1977-1979  | 0 (0)             | 0    | 0      | 0      |
| Julien Vandierendounck | Belgique    | Milieu de terrain | 12/02/1921        | 1938-1956  | 407 (0)           | 141  | 0      | 0      |
| Erwin Vandousselaere   | Belgique    | ?                 | 10/09/1957        | 1976-1981  | 0 (0)             | 0    | 0      | 0      |
| Tony Vanhaelst         | Belgique    | ?                 | 20/11/1961        | 1978-1979  | 0 (0)             | 0    | 0      | 0      |
| Laurent Verbiest       | Belgique    | Défenseur         | 16/04/1939        | 1958-1960  | 0 (0)             | 0    | 0      | 0      |
| Robert Verbiest        | Belgique    | ?                 | 16/02/1958        | 1975-1976  | 0 (0)             | 0    | 0      | 0      |
| Albert Verschelde      | Belgique    | ?                 | 15/12/1942        | 1961-1971  | 0 (0)             | 36   | 0      | 0      |
| Frank Vincke           | Belgique    | ?                 | ?                 | 1967-1971  | 0 (0)             | 0    | 0      | 0      |
| Paul Vrancken          | Belgique    | Gardien de but    | ?                 | 1967-1971  | 0 (0)             | 0    | 0      | 0      |

## W
| Joueur              | Nationalité | Position       | Date de naissance | Période(s) | Matches (dont D1) | Buts | Jaunes | Rouges |
| ------------------- | ----------- | -------------- | ----------------- | ---------- | ----------------- | ---- | ------ | ------ |
| Matthijs Wijngaarde | Pays-Bas    | Défenseur      | 7/09/1947         | 1974-1980  | 29 (29)           | 1    | 0      | 0      |
| Wim Willaert        | Belgique    | ?              | 28/10/1959        | 1976-1978  | 0 (0)             | 0    | 0      | 0      |
| Marcel Winne        | Belgique    | Gardien de but | 18/01/1953        | 1978-1979  | 0 (0)             | 0    | 0      | 0      |
| Dirk Wittevrongel   | Belgique    | ?              | 27/03/1951        | 1973-1975  | 28 (28)           | 0    | 0      | 0      |

## Z
| Joueur                | Nationalité | Position | Date de naissance | Période(s) | Matches (dont D1) | Buts | Jaunes | Rouges |
| --------------------- | ----------- | -------- | ----------------- | ---------- | ----------------- | ---- | ------ | ------ |
| Marcel Zonnekeyn      | Belgique    | ?        | ?                 | 1952-1958  | 0 (0)             | 0    | 0      | 0      |
| Jean-Pierre Zutterman | Belgique    | ?        | 10/06/1955        | 1977-1978  | 0 (0)             | 0    | 0      | 0      |

### Sources
- (nl) « Liste des joueurs du club », sur Belgian Soccer Database